# Ciudad Manuel Doblado
Ciudad Manuel Doblado är en kommunhuvudort i Mexiko.   Den ligger i kommunen Manuel Doblado och delstaten Guanajuato, i den centrala delen av landet, 300 km väster om huvudstaden Mexico City. Ciudad Manuel Doblado ligger 1 728 meter över havet och antalet invånare är 13 218.
Terrängen runt Ciudad Manuel Doblado är platt åt nordost, men åt sydväst är den kuperad. Runt Ciudad Manuel Doblado är det ganska glesbefolkat, med 45 invånare per kvadratkilometer. Ciudad Manuel Doblado är det största samhället i trakten. I omgivningarna runt Ciudad Manuel Doblado växer huvudsakligen savannskog.